# Budča, Zvolen
Budča este o comună slovacă, aflată în districtul Zvolen din regiunea Banská Bystrica. Localitatea se află la altitudinea de 285 m deasupra n.m., se întinde pe o suprafață de 15,91 km2 și în 2017 număra 1.351 de locuitori.

## Istoric
Localitatea Budča este atestată documentar din 1225.

## Demografie
| An:                | 1994 | 2004    | 2014   | 2024   |
| ------------------ | ---- | ------- | ------ | ------ |
| Număr de persoane: | 979  | 1181    | 1295   | 1370   |
| Diferență:         |      | +20,63% | +9,65% | +5,79% |

| An:                | 2023 | 2024   |
| ------------------ | ---- | ------ |
| Număr de persoane: | 1379 | 1370   |
| Diferență:         |      | −0,65% |